# Kościół Bożego Ciała w Jankowicach Rybnickich
Kościół Bożego Ciała w Jankowicach Rybnickich – drewniany kościół parafialny parafii Bożego Ciała w Jankowicach Rybnickich. 
Kościół znajduje się na Szlaku Architektury Drewnianej województwa śląskiego w pętli rybnickiej. 

## Historia

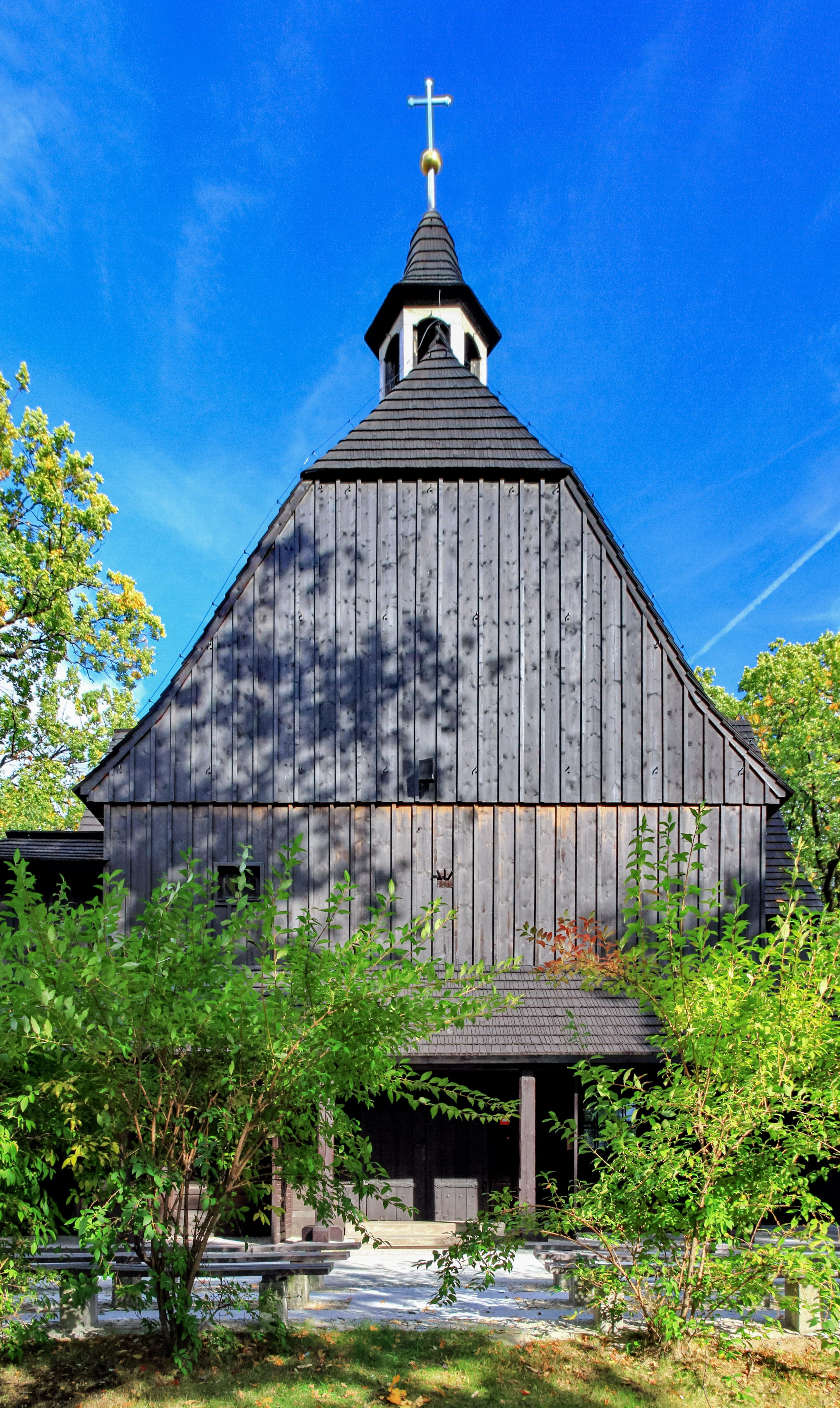
Elewacja zachodnia

Od początku istnienia parafii, aż po dziś dzień wierni korzystają ze starego, drewnianego kościółka. Kościół został zbudowany około 1670 roku na miejscu zniszczonej wskutek wojny trzydziestoletniej kaplicy. Budowniczym jak i zarazem fundatorem kościoła był hrabia Ferdynand Leopold von Oppersdorff. Kościół jankowicki jest budowlą drewnianą, zrębowej konstrukcji, dwunawową, orientowaną. Został zbudowany na planie krzyża greckiego. Główne wejście jest od strony zachodniej, a ołtarz jest skierowany na wschód. Kościół ma wymiary 25x16 metrów i nie posiada dzwonnicy, na dachu jest jedynie mała sześcioboczna wieżyczka z niewielkim dzwonem. Dach jest dwuspadowy, kryty gontem. Charakterystyczne dla kościoła w Jankowicach są soboty kryte również gontem, które prawdopodobnie miały służyć jako ewentualne schronienie przed deszczem dla pielgrzymujących. Wewnątrz kościoła znajdują się trzy pseudobarokowe ołtarze. Ołtarz główny z dwoma obrazami - większym, przedstawiającym Ostatnią Wieczerzę i mniejszym ukazującym Wniebowstąpienie. Dwa boczne ołtarze są poświęcone Matce Boskiej Szkaplerznej oraz Najświętszemu Sercu Pana Jezusa. Początkowo kościół posiadał ambonę, która nie zachowała się. W kościele znajdują się też dwa chóry - główny muzyczny, znajdujący się naprzeciw zamkniętego trójbocznie prezbiterium oraz drugi, malutki będący z boku, od strony północnej prezbiterium. Również od strony północnej znajduje się niewielka zakrystia. 

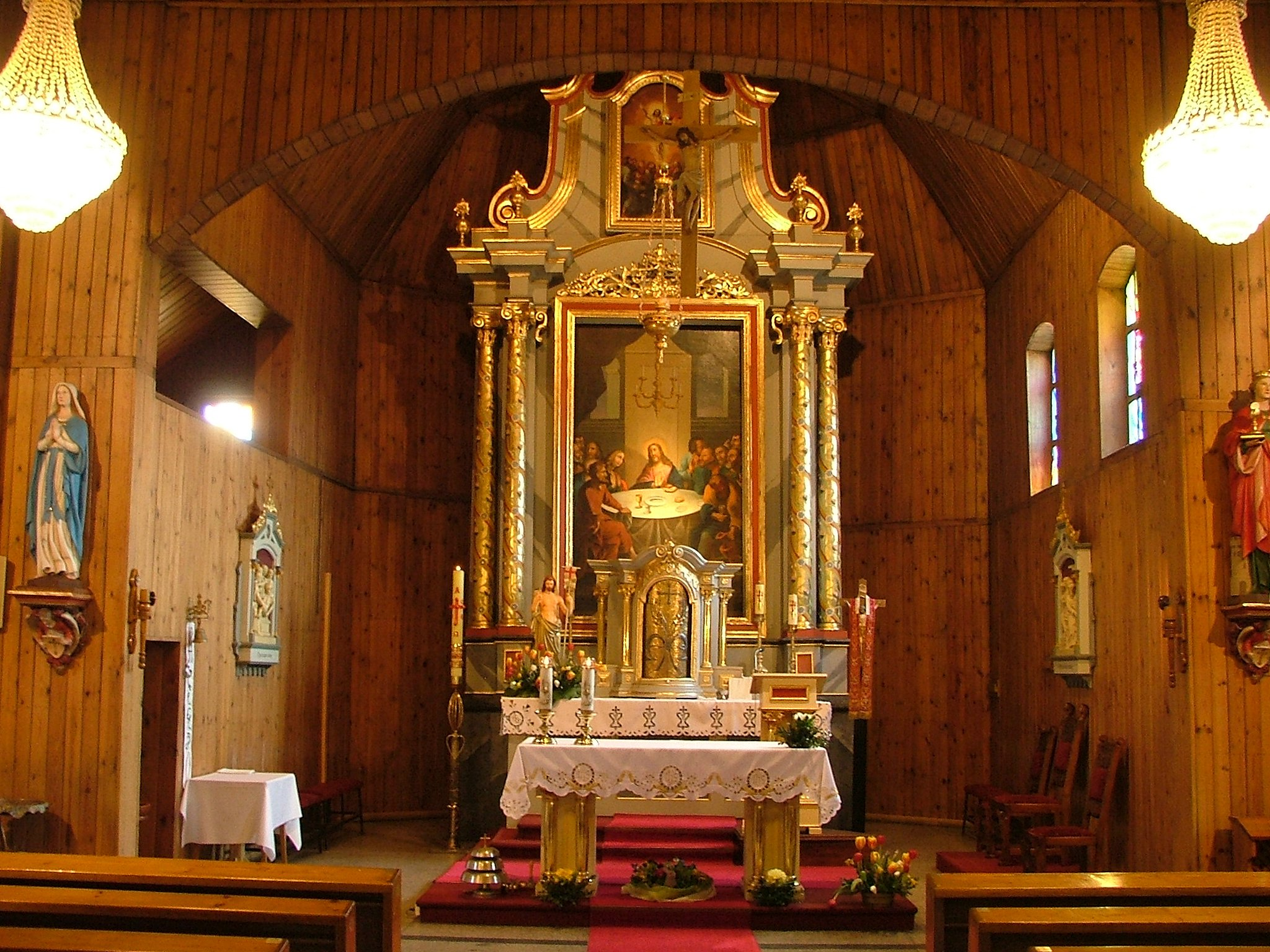
Wnętrze

Kościół posiadał już od około 1700 roku organy. Wpierw były one mechaniczne, jednak z czasem przebudowano je na pneumatyczne i takie pozostały do dziś. Posiadają trzynaście głosów, dwa manuały i pedał. Są bogato zdobione snycerką, wzorowane na typowy barok. Posiadają złote uszaki imitujące latorośl wijącą się wokół prospektu, który jest przyozdobiony popiersiami ośmiu aniołów.
W ciągu minionych lat kościół był wiele razy remontowany. W 1869 roku wnętrze kościoła zostało wymalowane przez Teodora Gajdę. Malarz namalował dwa obrazy nawiązujące do miejscowej legendy - jeden przedstawiający schowanie Najświętszego Sakramentu do dziupli przez ks. Walentego oraz drugi z przedstawieniem śmierci męczeńskiej ks. Walentego. W 1904 roku przy okazji przebudowy organów został powiększony chór muzyczny. W latach 1973–1979 został przeprowadzony kapitalny remont kościoła i jego obejścia.
W 2002 roku dekretem księdza arcybiskupa Damiana Zimonia, metropolity katowickiego, kościół parafialny pw. Bożego Ciała w Jankowicach Rybnickich oraz leśne sanktuarium w Studzience ustanowiono Sanktuarium Najświętszego Sakramentu.